# Philip D. Gingerich
Philip D. Gingerich es un profesor de paleontología, de geología, biología y antropología y director del Museo de Paleontología de la Universidad de Míchigan. Su investigaciones se centran en la paleontología de los vertebrados, especialmente de los mamíferos de la época del máximo térmico del Paleoceno-Eoceno y el Cenozoico Temprano. Sus primeras investigaciones se centraron en el origen de los órdenes de mamíferos modernos y actualmente e un experto destacado de la evolución de los primates y ballenas. Gingerich fue uno de los expertos que analizaron el esqueleto de Ida (Darwinius masillae).

## Educación y obra
Gingerich recibió un título de bachiller de la Universidad de Princeton en 1968, una maestría en filosofía de la Universidad de Yale en 1972, y un doctorado en filosofía, también de Yale, en 1974. Todos sus títulos universitarios fueron en el campo de la geología.
Se le debe el descubrimiento de fósiles claves en la evolución de los cetáceos:
- Pakicetus Gingerich & Russell, 1981
- Pakicetus inachus Gingerich & Russell, 1981
- Rodhocetus Gingerich et al. 1994
- Rhodocetus balochistanensis Gingerich et al. 1994
- Rhodocetus kasrani Gingerich et al. 1994

## Premios
Gingerich fue premiado con el premio Henry Russel de la Universidad de Míchigan en 1980, el premio Fellowship Shadle de la Sociedad Americana de experos en mamíferos en 1973, y el prémio Charles Schuchert de la Sociedad de Paleontología en 1981.
- 2010, electo miembro de la "American Philosophical Society" (Ciencias Biológicas)

- De 2010 a 2012, presidente electo de la "Paleontological Society"

## Investigaciones
- Índices de evolución.[7][8]
- Máximo térmico del Paleoceno-Eoceno.[8][9][10]
- Origen y evolución temprana de las ballenas.[11][12][13]
- Origen y evolución temprana de los primates.[14][15]